# هشام جدران
هشام جدران (عربی: هشام جدران؛ زادهٔ ۱۲ مارس ۱۹۶۸) ورزشکار سابق فوتبال و مربی فوتبال زاده مراکش است که در سال ۱۹۹۵ تابعیت اسپانیا را نیز بدست آورد.
از باشگاه‌هایی که در آن بازی کرده‌است می‌توان به باشگاه فوتبال النهده عمان و باشگاه فوتبال الفتح اشاره کرد.